# Enric Masip
Enric Masip, španski rokometaš, * 1. september 1969, Barcelona.
Leta 2000 je na poletnih olimpijskih igrah v Sydneyju v sestavi španske reprezentance osvojil bronasto olimpijsko medaljo.